# قائمة زملاء الجمعية الملكية المنتخبين في 1979
هذه الصفحة تعرض قائمة زملاء الجمعية الملكية المُنتخبين لعام 1979.

## الزملاء
- Durward William John Cruickshank [الإنجليزية]‏
- دينيس نوبل
- هاري سميث [الإنجليزية]‏
- Cyril Hilsum [الإنجليزية]‏
- Keith Usherwood Ingold [الإنجليزية]‏
- دايفيد ووكر [الإنجليزية]‏
- يوليوس أكسلرود
- Edward A. Irving [الإنجليزية]‏
- جيرزي نيمان
- Alastair Graham [الإنجليزية]‏
- ويليام إيفانز [الإنجليزية]‏
- مايكل إليوت
- Devendra Lal [الإنجليزية]‏
- جوشوا ليدربرغ
- Michael Joseph Crumpton [الإنجليزية]‏